# 혼다 투데이
혼다 투데이(Honda Today)는 혼다 기연 공업이 1985년부터 1998년까지 생산된 경자동차이다.

## 개요
1985년 10월에 1세대 라이프의 빈 자리를 채우는 차종으로 출시되었으며, "아늑한 실내 공간"을 광고 캐치프라이즈로 잡았다. 인테그라 및 레전드와 함께 1985년 한 해 동안 출시된 신차 중 하나로서, 2330mm의 긴 휠베이스를 갖춘 3도어 해치백 단일차종으로 판매하되 기본형 F, 중간형 M, 고급형 G의 3개 트림과 자동 3단과 수동 4단의 변속기 선택권이 제공되었다. 일본 내수용으로 기획된 이 차는 혼다 어코드 에어로덱(Aerodeck)과 초대 시티, 3세대 시빅이 공유하는 "지붕이 길고 평평한" 해치백 구조를 이루고 있다. 둥근 헤드램프가 범퍼와 보닛 사이에 박힌 형상은 종종 르노 트윙고와 비교되기도 한다. 1993년 1월에는 다소 급진적인 디자인으로 디자인 변경이 있었는데, 이번에는 해치백 구조가 적용되지 않고 고정된 뒷유리창과 아래로 열리는 작은 트렁크가 제공되었다. 인테리어 역시 운전석을 조수석보다 약간 크게 만드는 약간 특이한 구성을 취했는데, 혼다에서 진행한 시장 조사에서 투데이의 주 수요층이 "젊은 독거 여성들로 구성되어 있고, 종종 혼자 차를 타고 다니며 그다지 많은 짐을 싣고 다니진 않는다"는 결과가 나와 이를 반영한 결과였다. 같은 해 4월에는 4도어 버전인 "투데이 어소시(Associe)"가 라인업에 추가되었다. 엔진은 656cc짜리 3기통 연료분사식 엔진과 혼다 비트에서 사용하는 같은 배기량의 MTREC 버전의 고성능 엔진이 5단 수동이나 3단 자동변속기 중 하나와 결합하는 구성이였다. 4륜구동은 최고급 사양은 Q 트림에 제공되었으며, 디자인 변경 전의 투데이는 "투데이 허밍(Humming)"으로 병행 판매되었다. 1996년 초반에 있었던 페이스 리프트는 제대로 된 해치백 구조로 재설계하면서 뒷모습이 다소 평범해졌다. 1997년에 후속 차종인 2세대 라이프라는 톨보이 경차가 스즈키 왜건 R이 선도하던 미니밴형 톨보이 경차 시장에 참여하면서 인기가 줄어들었고, 경차 규정이 새로 변경된 1998년 10월에 단종되었다.

## 미디어 속의 투데이
- 만화 체포하겠어의 주인공 코바야카와 미유키의 개인 경찰차로 나왔다.
- 경주 게임인 그란 투리스모 시리즈에서도 등장한다.

## 갤러리

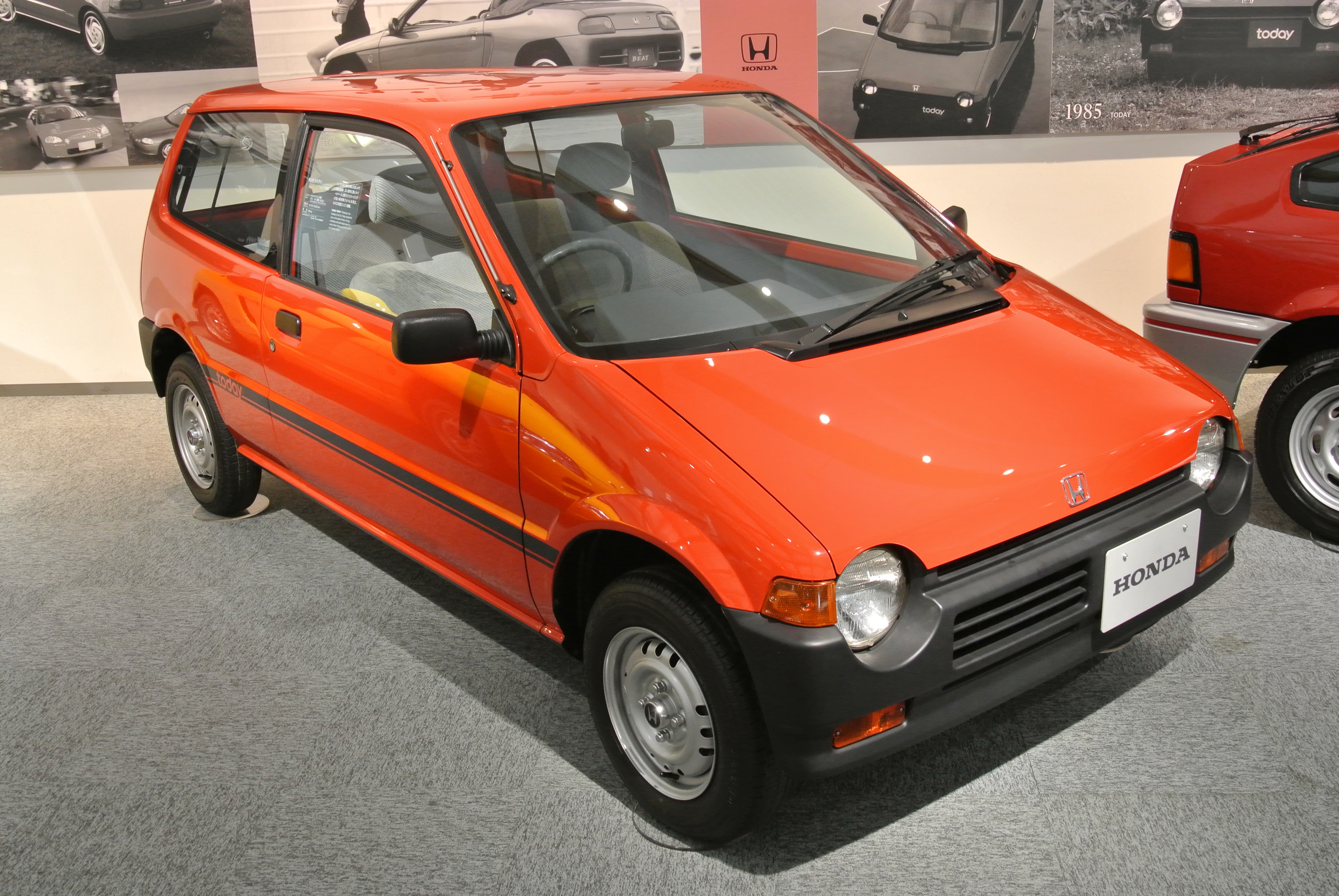
혼다 투데이(전기형) 정측면
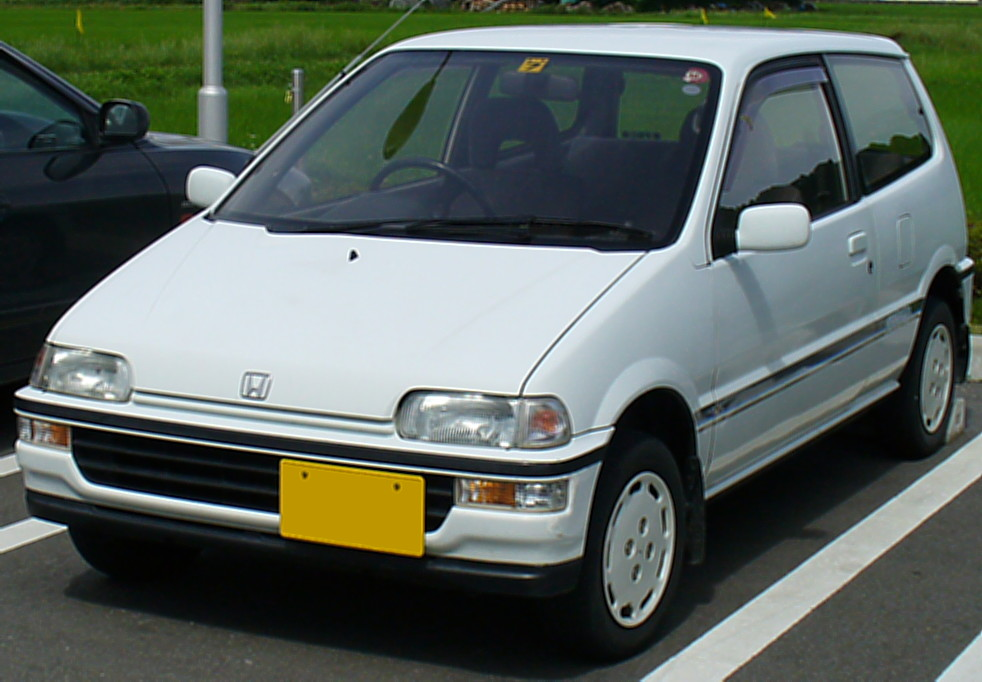
혼다 투데이(중기형) 정측면
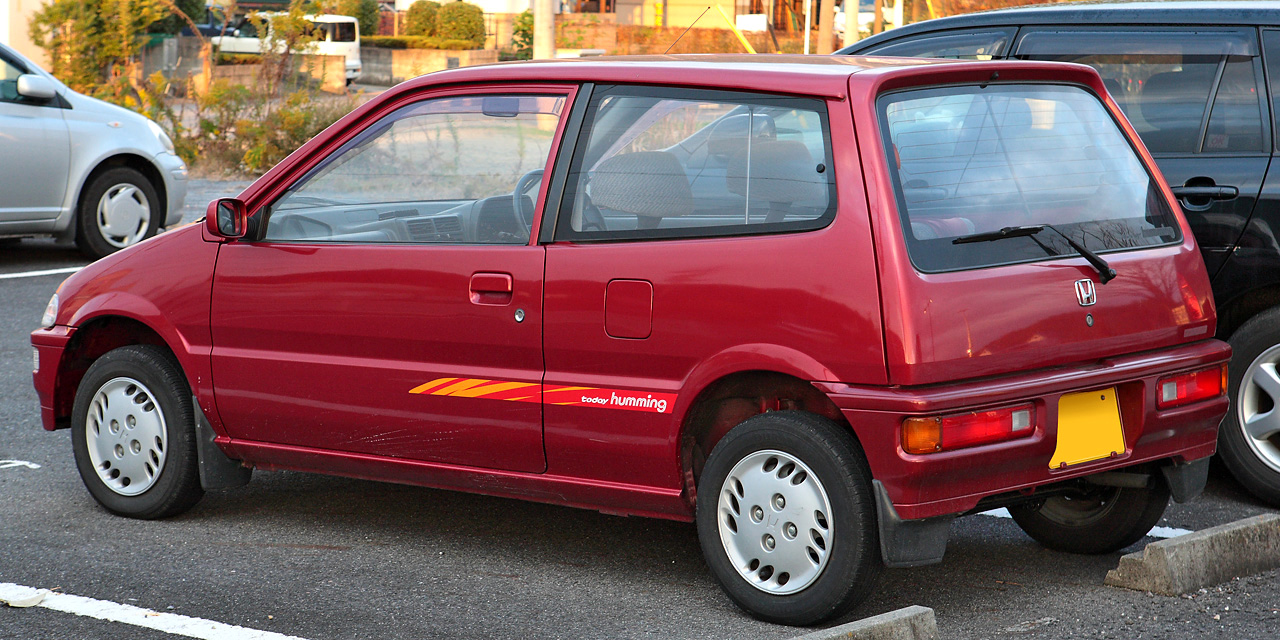
혼다 투데이(중기형) 후측면
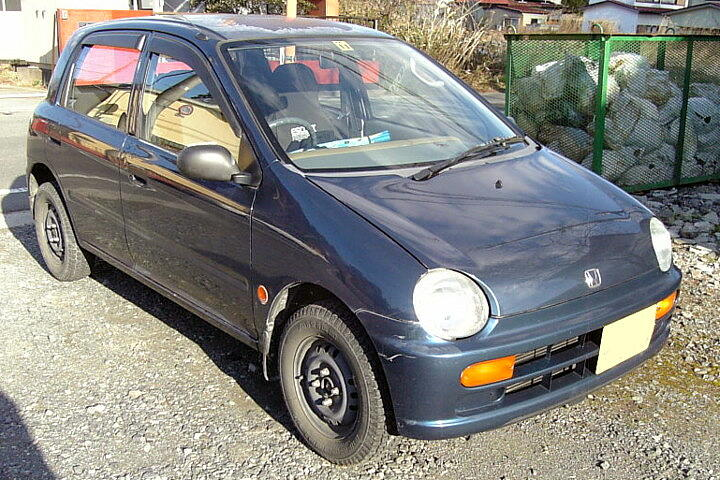
혼다 투데이(후기형, 5도어) 정측면
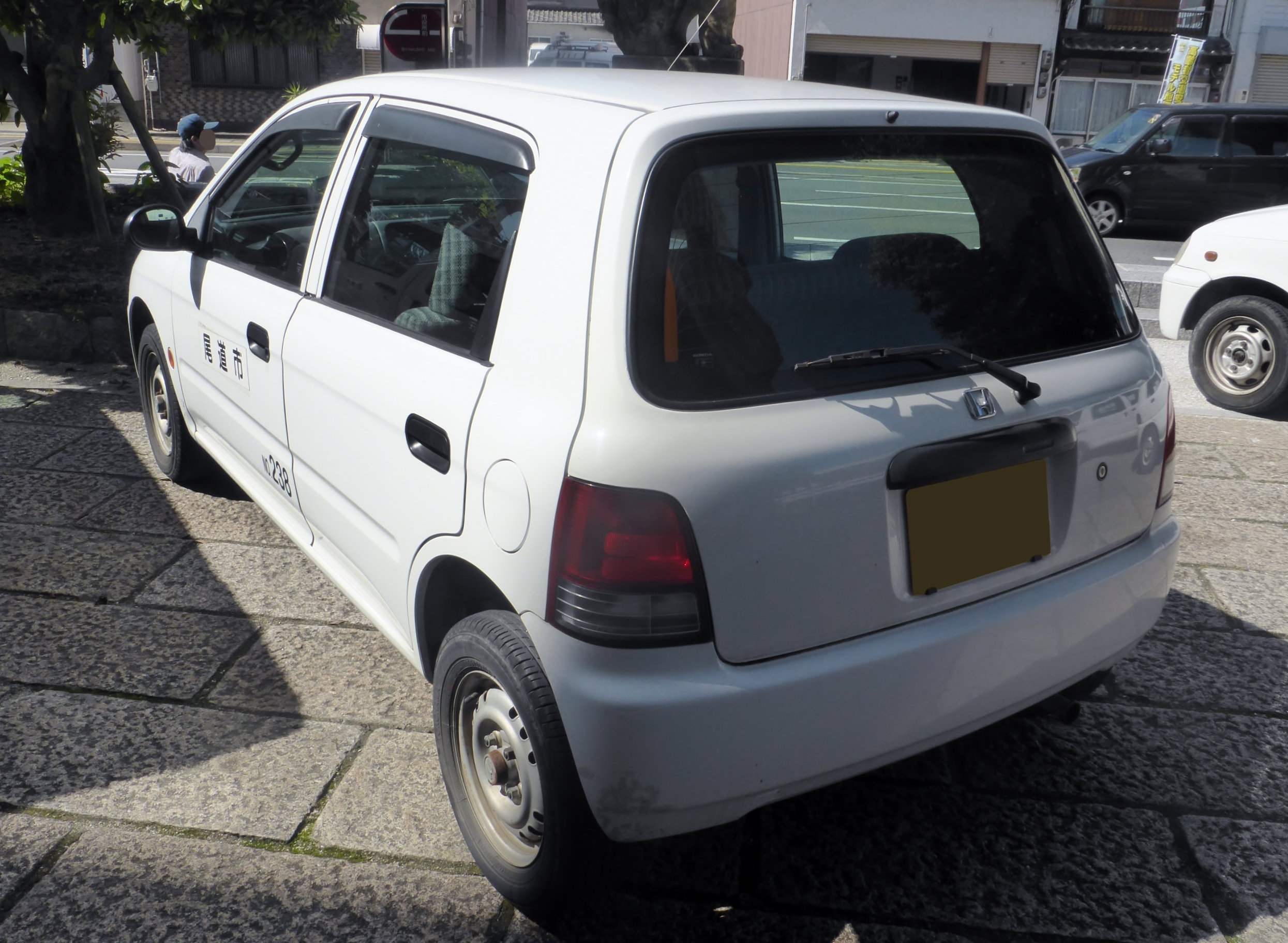
혼다 투데이(후기형, 5도어) 정측면
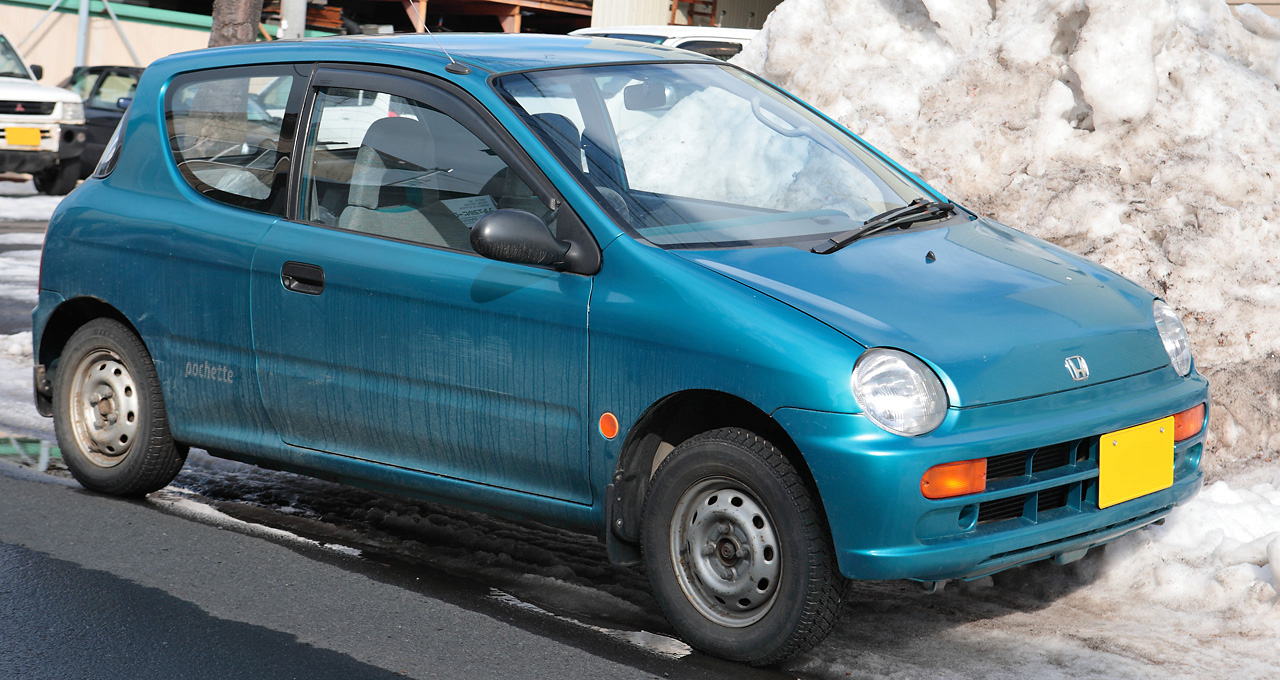
혼다 투데이(후기형, 3도어) 정측면
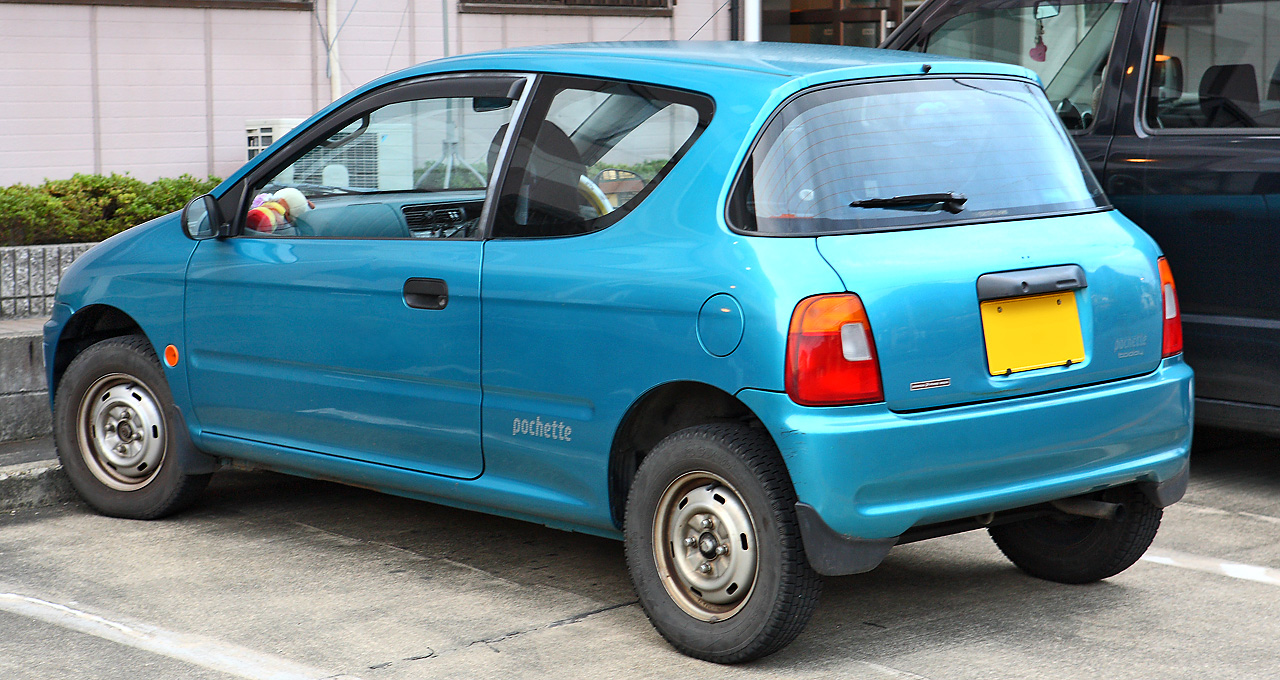
혼다 투데이(후기형, 3도어) 후측면